# Ilex longipes
Ilex longipes är en järneksväxtart som beskrevs av Alvin Wentworth Chapman och Trelease. Ilex longipes ingår i släktet järnekar, och familjen järneksväxter. Inga underarter finns listade i Catalogue of Life.